# La-erabum
La-erabum – władca gutejski, następca Apil-kina, który według Sumeryjskiej listy królów miał rządzić Sumerem przez 2 lata. Identyfikowany z królem gutejskim o imieniu Lā-'arāb, którego inskrypcję, wyrytą na alabastrowej głowicy maczugi, odnaleziono w czasie wykopalisk w Sippar.